# Galáron
Galáron (Galaro, Megalo Galaro) är en ort i Grekland.   Den ligger i prefekturen Nomós Zakýnthou och regionen Joniska öarna, i den sydvästra delen av landet, 260 km väster om huvudstaden Aten. Galáron ligger 43 meter över havet och antalet invånare är 278. Den ligger på ön Zakynthos.
Terrängen runt Galáron är kuperad åt sydväst, men åt nordost är den platt.Runt Galáron är det ganska tätbefolkat, med 78 invånare per kvadratkilometer. Närmaste större samhälle är Zákynthos, 8,9 km öster om Galáron. Trakten runt Galáron består till största delen av jordbruksmark.